# Kvarnerić
Kvarnerić je morsko područje u Jadranskom moru, dio Kvarnerskog zaljeva. Radi se o morskom prostranstvu između prvog otočnog niza od obale - Krka, Raba i Paga, te idućega - Cresa i Lošinja.
Ovo područje se odlikuje maritimnijom klimom nego Riječki zaljev, jer je otvorenije prema ostatku Jadrana. Stoga su temperature zraka u hladnijem dijelu godine sličnije onima na otvorenom moru, dakle nešto više nego u samom priobalju. Ljeti, more ima blagotvoran osvježavajući utjecaj pa ponešto spušta temperaturu zraka u odnosu na topliji obalni pojas. Od vjetrova, ovdje se svakako snagom i učestalošću ističe bura koja najjače puše u hladnijem dijelu godine. Također od jeseni do proljeća vrlo često je i jugo, skoro pa podjednako učestalo kao i bura. Ljeti se javlja slab, rijetko umjeren maestral.